# Sylvia leucomelaena
La curruca árabe (Sylvia leucomelaena) es una especie de ave paseriforme de la familia Sylviidae que vive en Arabia y el noreste de África

## Distribución y hábitat
Se encuentra en las regiones que rodean el mar Rojo y el golfo de Adén, distribuida por Egipto, Eritrea, Israel, Jordania, Omán, Arabia Saudita, Somalia, Sudán, Yibuti y Yemen.
Su hábitat son las sabanas secas cercanas a las costas.